# Cumberland County, Maine
Cumberland County är ett administrativt område i delstaten Maine, USA. Cumberland är ett av sexton countyn i staten och ligger i den södra delen av Maine. År 2010 hade Cumberland County 281 674 invånare. Den administrativa huvudorten (county seat) är Portland. 

## Geografi
Enligt United States Census Bureau så har countyt en total area på 3 152 km². 2 165 km2 av den arean är land och 987 km2 är vatten. 

### Angränsande countyn
- Androscoggin County, Maine - nord
- Oxford County, Maine - nordväst
- Sagadahoc County, Maine - nordöst
- York County, Maine - sydväst